# The Gap (Sydney)
Pour les articles homonymes, voir Gap (homonymie).
The Gap est une falaise océanique située sur la péninsule des Sydney Heads (en), dans l'est de Sydney, en Nouvelle-Galles du Sud, en Australie.
La zone, qui fait face à la mer de Tasman, est située dans la banlieue est de Watsons Bay (en), dans la municipalité de Woollahra.
Bien que la falaise soit une destination touristique populaire, elle est aussi connue pour ses nombreux suicides.

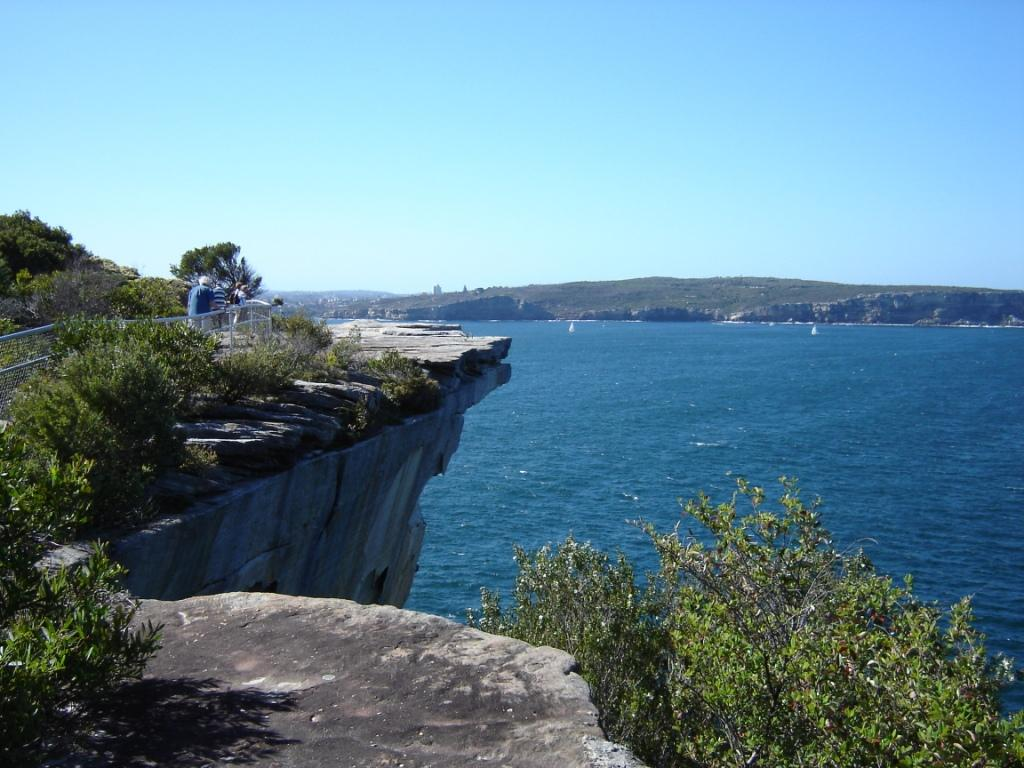
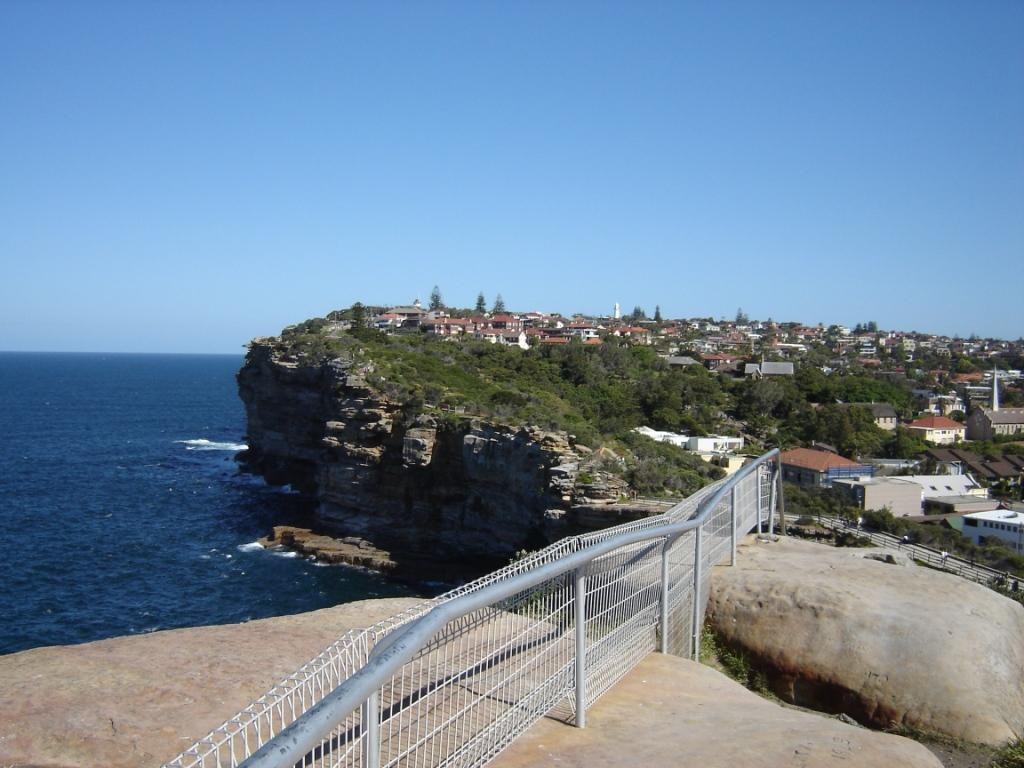
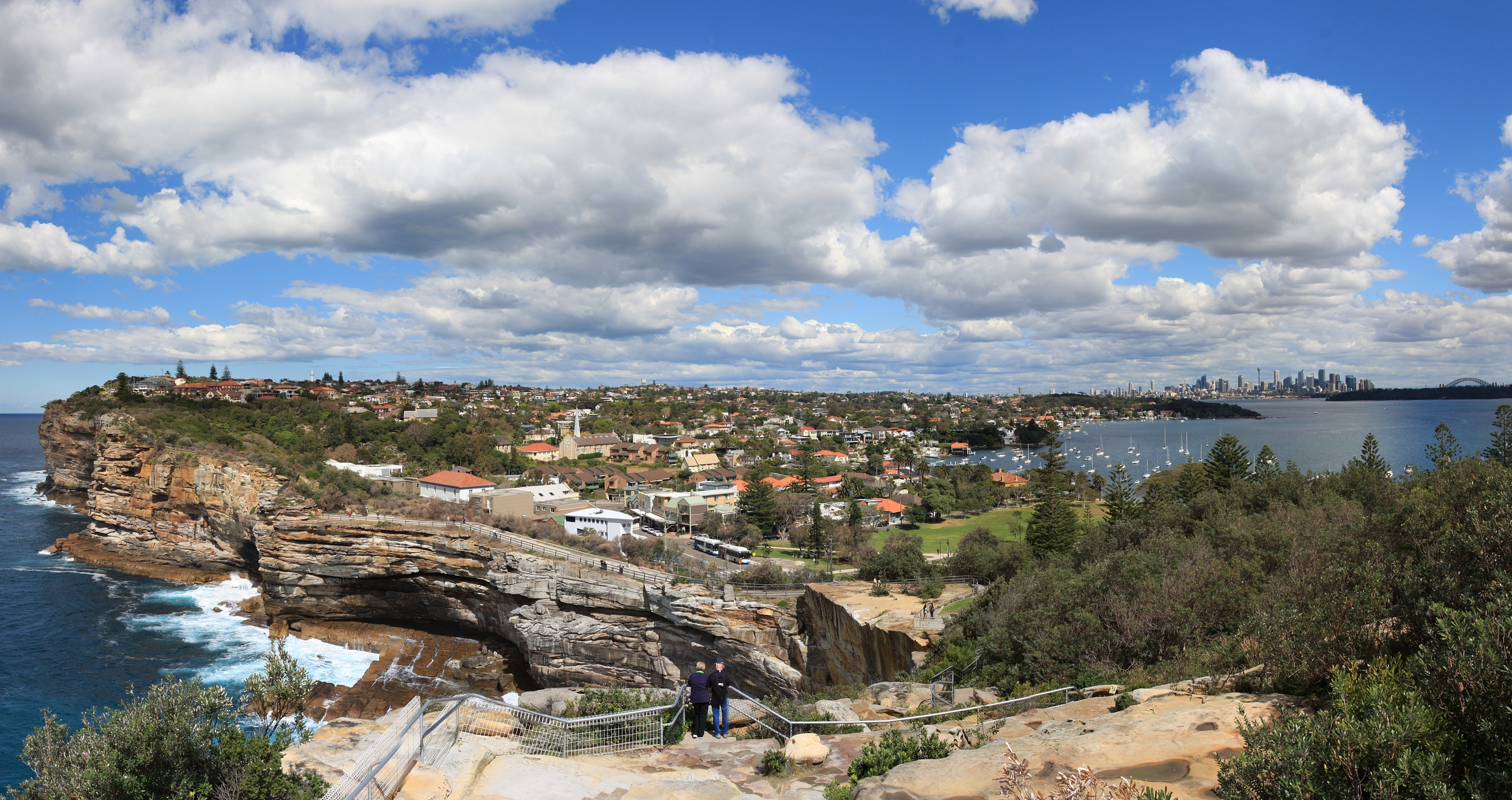